# Karaoke

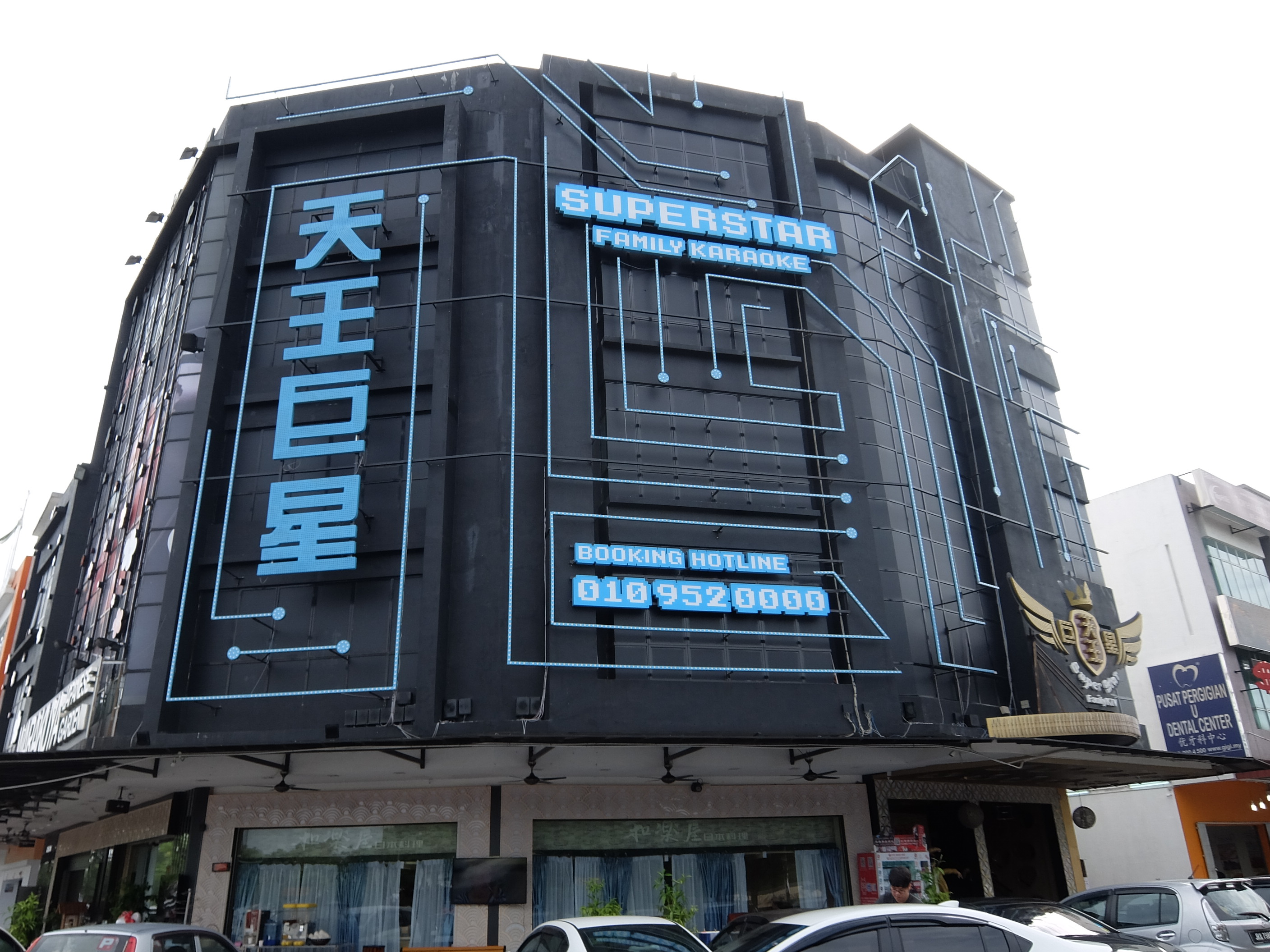
Karaoke

A karaoke japán vegyülékszó, jelentése: „üres zenekar” (az oke az angol orchestra, ókeszutora rövidülése). Lényege, hogy egy zeneszámot az eredeti előadó helyett valaki más énekel. Az amatőr előadó az adott zeneszám instrumentális, azaz ének nélküli változatát hallja, a szöveget pedig valamilyen megjelenítőről (monitor, tv, kivetítő vagy LED-fal) olvasva énekelheti. A legtöbb karaoke klipen a szöveg aktuális szótagja az éneklés idejében elszíneződik, ezzel jelezve, hogy hol kellene az énekesnek tartania. Az ügyesebb éneklőknek sikerül is ezt betartani, de ha mégsem, akkor sincs nagy gond, ez belefér, mert vicces lehet a társaságnak, hiszen a karaoke alapvetően társasági szórakoztató műfaj.

## Elterjedése, formái
A karaoke Japánból származik, ahol eredetileg fáradt üzletemberek munka után hazafelé betértek egy karaoke bárba, ahol csinos lányok szolgálták fel a szusit, a szakét, és a vendégekkel együtt énekeltek, beszélgettek, szórakoztak.
Itthon az a verzió terjedt el jobban, amikor házibuliban, vendéglátóhelyeken, fesztiválokon, és egyéb rendezvényeken a bátrabb emberek kiállva előadják a kedvenc zenéiket barátaiknak vagy a nagyérdeműnek.
Napjainkban eléggé felkapottnak számít, hiszen szinte minden nagyvárosban találunk karaokebárokat, ahol több ezer magyar és külföldi dal közül válogathatunk, de az otthoni számítógépes karaoke sem elhanyagolható, sőt egyre többet találkozhatunk a műfajjal esküvőkön, bálokon is.

### Karaokeshow
Mint a legtöbb show-műsor, ez is a vendégek, a nézők szórakoztatásának egyik formája. A műsorvezető egymás után konferálja fel az énekelni vágyókat, humoros összekötő szöveggel mulattatja a nézőket.

### Karaokeműsor
A karaokeshow-hoz hasonló, azzal a különbséggel, hogy nagyobb hangsúlyt fektetnek az énekelni vágyókra, mint a közönségre. Összeszokott társaságoknál nem is nagyon van szükség profi műsorvezetőre, inkább valakire, aki a gépet és a hangtechnikát kezeli. Ennek előnye, hogy többet lehet énekelni, hátránya, hogy 30 fő fölött a társaság egy részének unalmas lehet.